# تپه در قلعه (دروازه قلعه)
تپه درقلعه (دروازه قلعه) در شهرستان جعفرآباد، بخش قاهان، روستای نویس واقع شده و این اثر در تاریخ ۲ آبان ۱۳۸۲ با شمارهٔ ثبت ۱۰۵۶۲ به‌عنوان یکی از آثار ملی ایران به ثبت رسیده‌است.